# Yumiko Igarashi
Yumiko Igarashi (いがらし ゆみこ, Igarashi Yumiko), née le 26 août 1950 à Asahikawa (Hokkaidō) est la mangaka qui a participé au développement du manga de style shōjo (BD pour filles) dans son pays.

## Biographie
Elle a dessiné entre autres Georgie (œuvre pour laquelle elle n'a pas participé au scénario), Mayme Angel, mais est surtout connue pour son travail sur Candy Candy, son œuvre majeure qui a fortement influencé ce style, même des décennies plus tard.
Elle a reçu pour Candy Candy le Prix du manga de son éditeur Kōdansha en 1977, catégorie Shōjo, à égalité avec Marc et Marie (はいからさんが通る, Haikara-san ga tōru) de Waki Yamato.
En 1997, elle adapte en manga, catégorie Josei, le roman Madame Bovary de Gustave Flaubert. Il a été publié en France avec le roman dans son intégralité aux éditions Isan manga le 21 mars 2013.

## Mangas

### Dessinatrice
- Candy Candy (neuf volumes) (1975-1979) édition française chez Kodansha France
- Georgie (quatre volumes) (1983-1984) édition française chez Tonkam/Black Box éditions
- L'épée de Paros (oneshot - 1987) édition française chez Isan Manga
- Roméo et Juliette (oneshot - 1995) édition française chez Isan Manga
- Madame Bovary (oneshot - 1997) édition française chez Isan Manga
- Anne et la maison aux pignons verts (deux volumes) (1997-1998) édition française chez Isan Manga
- Heidi (oneshot - 1998) édition française chez Glénat
- Joséphine Impératrice (quatre volumes) (2011-2014) édition française chez Pika

### Scénariste - Dessinatrice
- Mayme Angel (quatre volumes) (1979) édition française chez Taifu Comics/Isan Manga
- Croque Pockle (trois volumes) (1983) édition française chez Taifu Comics
- Anne (trois volumes) (1985-1986) édition française chez Taifu Comics